# Adam Liszt
Adam Liszt (List), född den 16 december 1776, död den 28 augusti 1827, var en hovtjänsteman i kungariket Ungern, musiker och far till tonsättaren och pianisten Franz Liszt.

## Släktskap
Adam Liszt föddes i Nemesvölgy, Kungariket Ungern (nuvarande Edelstal, Österrike) som andra barn till kantor-skollärare Georg (Juraj/György) Adam List (1755-1844) från Rajka (Ragendorf), Ungern, och hans första hustru Barbara (1753-1798), född Slezák från Rusovce(Karlburg), Slovakien, dotter till Johann Schlesack och Maria f. Düring. Dessa bodde i Marcz (Burgenland, Kungariket Ungern, i nuvarande Österrike) och i Malacka (nuvarande Malacky, Slovakien). Georgs far Sebastian List (ca 1703-1793) var tyskspråkig, från nedre Österrike, och hade slagit sig ner i Ragendorf under 1700-talets första hälft i sin jakt på lantarbete som dräng och gift sig med Anna Maria Roth (ca 1713-1786). Sebastian List tituleras motsvarande "statare" i handlingar, så en tydlig klassresa gjordes i släkten, då flera i följande generationer levde i furstliga kretsar och även adlades.
Adams far Georg fick 13 barn med Barbara, sedan äktade han Barbara Weniger (1778-1806), 5 barn och Magdalena Richter (1780-1856), 7 barn. Ungefär hälften av barnen dog vid låg ålder. Magdalenas mest kände son var den kände juristen, riksåklagare Eduard Ritter von Liszt (1817-1879), far till prof. Franz von Liszt (1851-1919), kusin till Franz Liszt. 
Före 1844 var Ungerns officiella språk latin, varför Adams namn skrevs Adamus List. Han var den förste i familjen att i tonåren gå över till den ungerska stavningen, Ádám Liszt, och även hans far Georg tog efter detta betydligt senare, när sonsonen Franz blivit berömd. Kungariket Ungern tillhörde kejsardömet Österrike och en nationalistisk strömning var på uppvaknande bland Ungerns befolkning, likt i flera andra europeiska länder. Språket som talades i Adams hem torde ha varit tyska, då hans och fruns släkt till stor del var tyskspråkig, och tyska var majoritetsspråk där han bodde, nära gränsen till Österrike, men somliga hävdar även slovakiska. Ungerska torde inte ha använts i hemmet, då Franz försökte lära sig ungerska först i 70-årsåldern.

## Uppväxten
Adams far Georg List arbetade som lärare, kantor och senare som tjänsteman hos Nikolaus II Esterházy de Galanthas hov. Han var mycket musikalisk och spelade bland annat piano, violin och orgel. Georg lärde även några av sina barn att spela, men den stora barnaskaran tillät inte omkostnader för undervisning, utan de flesta av barnen livnärde sig med enklare arbeten och blev spridda över landet. Både Adam och Eduard och den ena av deras systrar Barbara visade tidigt musikalisk talang, och de två sönerna skaffade sig framgång på egen hand. Även flera barnbarn blev kända för musikalitet: Franz Liszt (1811-1886), Anton Vetzko (1825-1869), son till Barbara I (1785-1855) och Alois Hennig (1826-1902), son till Barbara II (1802-?). Dessa tre blev även vigda till kyrkligt ämbete. 
Adam Liszt lärde sig spela flera instrument genom att vara med sin begåvade far. Adam spelade piano, cello, orgel, violin och ryckte in som bassångare och pukslagare vid behov. Dessutom kunde han komponera.
I tidiga tonåren spelade han bland annat cello hos Esterházy (sommarorkestern) i Eisenstadt under Joseph Haydns ledning och senare 1805 under Johann Nepomuk Hummel. Eisenstadt blev han personlig bekant med flera stora kompositörer inklusive Beethoven och Cherubini.

## Studier och yrkesliv

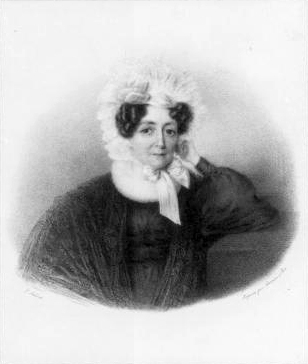
Maria Anna Lager, Adams Liszts hustru (porträtt av Julius Ludwig Sebbers).

Adam Liszt studerade bland annat musik och ungerska under sina 5 år vid Königlig-Katolische Gymnasium i Pressburg(Bratislava) och gick 1795 in som novis i franciskanerorden i Malacka, men blev löst från det efter två år på egen begäran. Munklivet gav antagligen inspiration åt sonen Franz, som vigdes i samma orden. Adam Liszt kom sedan in på universitetet i Pressburg som filosofistudent. Han hade emellertid inte råd med hela studieavgiften utan tvangs avbryta i förtid 1797 och börja genast arbeta för Nikolaus Esterházy som tjänsteman. Omkring 1800 blev han förflyttad till Kobrunn (Kapuvár) där han saknade musiklivet, och började komponera stycken för att vinna furstens välvilja och komma närmare hovets musikliv. 1805 lyckades han få lov att arbeta i Eisenstadt igen och kunde därmed spela cello i orkestern, vilket han betraktade som "den lyckligaste tiden i sitt liv". 1808 blev han föreståndare (Rentmeister der Fürstlich Esterházyschen Schäferei) för den furstliga fåruppfödningen med 50000 djur i Doborján (nuvarande Raiding) i dåvarande Kungariket Ungern (sedan 1921 i förbundslandet Burgenland i Österrike), 3 mil från Eisenstadt. 
Han lärde känna Maria Anna Lager (1788-1866) från Krems an der Donau sommaren 1810. Anna var dotter till Mathias Lager (1715-1796, son till Mathias Lager och Anna Maria Stöckl) från Palt och Franziska Schuhmann (1751-1797, dotter till Andreas Schuhmann och Francisca Riedl) från Öttingen. Adam och Anna gifte sig i Unterfrauenhaid i januari 1811 och ett enda barn föddes dem, sonen Franz Liszt (1811-1886). De bodde kvar i Raiding och där gav han själv kammarkonserter, som lille Franz bevistade och inspirerades av.
1812 fick Adams far Georg sparken från sin tjänst, efter anklagelser om oegentligheter, och Adam fick hjälpa sin familj, och till och med hysa den stora syskonskaran hos sig under en tid, när deras far försökte ta sig fram med okvalificerade arbeten. Enligt ett brev från Adams far till furst Nikolaus Esterházy 1812 skulle Adam redan haft 3 barn före Franz, vilket talar för ett första äktenskap före 1810. Detta saknar känd dokumentation för övrigt enligt Walker (1988, s.45). 
Fadern Georg räddades emellertid senare ur ruinen genom att dennes sonson Franz blivit oerhört populär, och av barmhärtighet till denne, fick Georg genom furstlig försorg en kantorstjänst 1820, och vidare ärofyllda arbeten i egenskap av "Franz Liszts farfar". Till slut fick han en furstlig pension, speciellt med tanke på Franz Liszts humanitära engagemang för offren efter Donaus översvämning 1838.

## Sonen Franz Liszts karriär

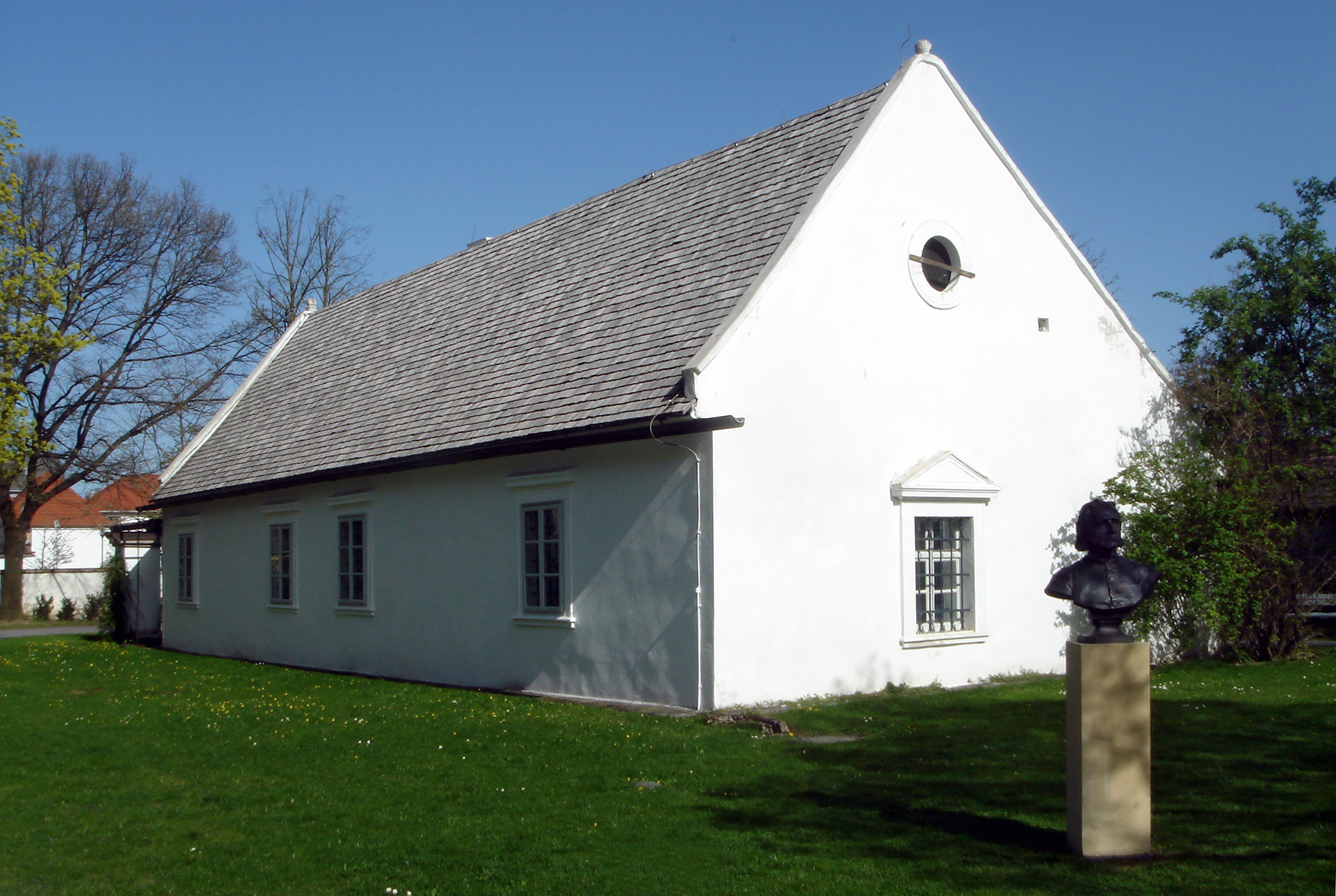
Familjens Liszts hus i Raiding, där Franz Liszt föddes.

Adam Liszt hade god bildning så han undervisade elever privat i geografi, historia, musik och latin för att få behövliga biinkomster. Han lärde upp sin son Franz från 5 års ålder, innan han kunde anlita privat musiklärare, och vid 9 års ålder kunde pojken uppträda med Ferdinand Ries' pianokonsert i Ess-dur och senare en egen improvisation hos baron von Braun i Ödenburg. Då uppmärksammades den unge Franz och sponsorer bidrog till privatundervisning i Wien, och Adam kunde ta tjänstledigt och ägna sig åt sonens karriär. 
Familjens flyttade till Paris 1823 och avsikten var att Franz skulle kunna studera på Conservatoire de Paris. Men han nekades inträde till konservatoriet, som bara tillät franska studenter, så Adam tog åter rollen som sonens lärare. Han hade redan sagt upp sig från sin furstliga tjänst och ägnade sin tid åt sin sons karriär och turnerande i olika länder med det nya "underbarnet", som ibland jämställdes med Mozart. Adam var en krävande lärare, inställd på att sonen skulle fila på sin musikaliska skicklighet och behärska olika tekniker, bland annat med timtals av dagligt drillande och transponering av Bachs fugor. Den unge Franz fann faderns krav ganska stränga, och när sedan fadern inte längre kunde ansvara för hans utveckling, stannade den upp. 

## Ett hastigt slut

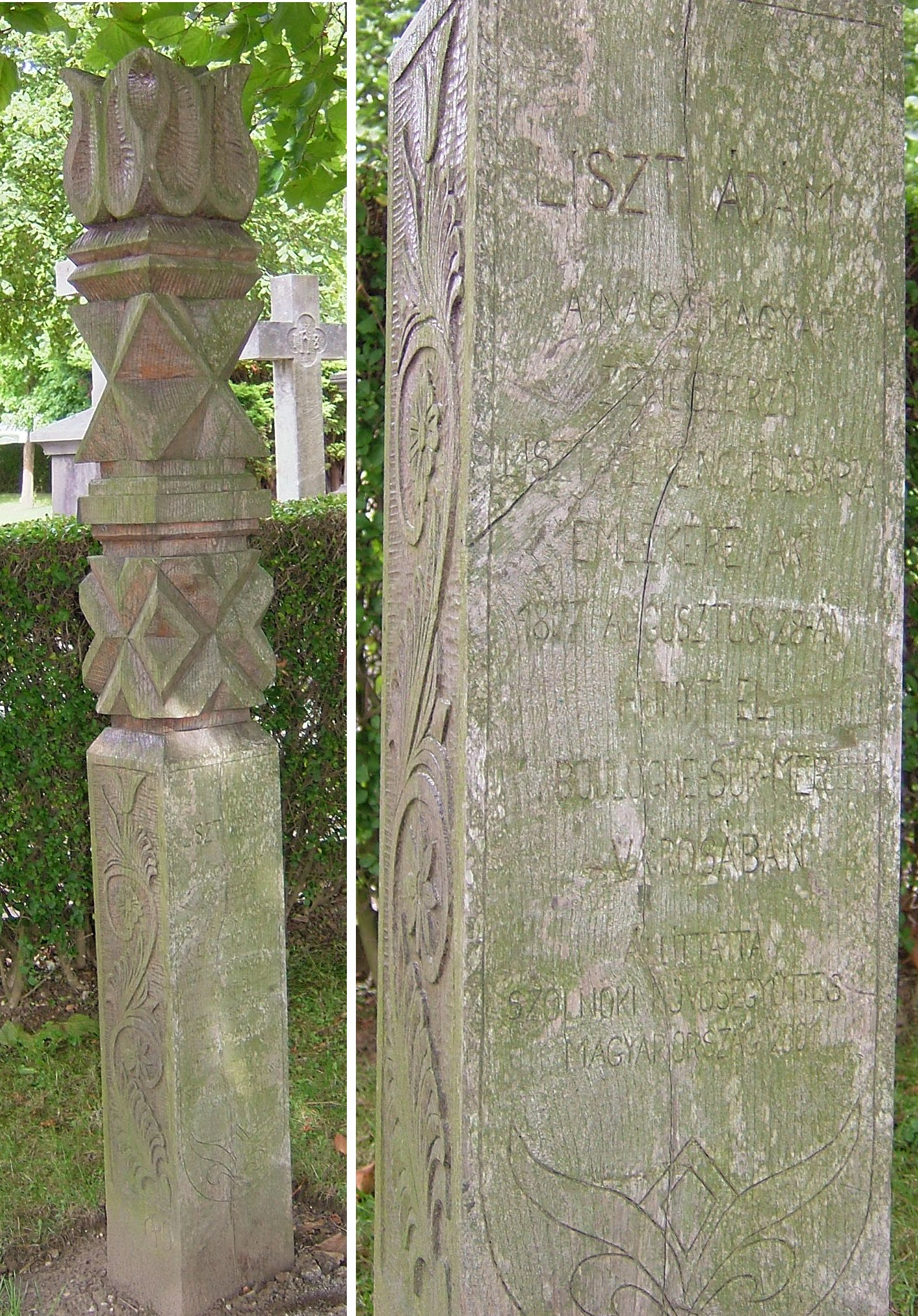
Gravvård över Adam Liszt, på kyrkogården i Boulogne-sur-Mer

Efter en Englandsresa 1827 följde Adam Liszt sin utarbetade son till Boulogne-sur-Mer för konvalescens på en Londonläkares ordination, men insjuknade själv i tyfoidfeber och dog hastigt. Han blev begravd på orten och Franz skrev en begravningsmarsch två dagar efter faderns bortgång. Den blott 15-årige Franz fick då sluta turnera och arbeta i Paris för att ta hand om sin mor istället, men Franz upplevde ändå en viss frihet i att inte ha någon som övervakade hans arbete med musiken. Adams död torde kan ha bidragit till att sonens musikaliska karriär fick ett uppehåll, under ett par år då han inte alls spelade offentligt. Inte förrän Franz senare träffade andra unga begåvade musiker såsom Paganini, Chopin och Mendelssohn insåg han att han måste gå tillbaka till intensiv träning för att utvecklas som pianist, och hans karriär kunde fortsätta.